# Polycarburant
 (novembre 2012).

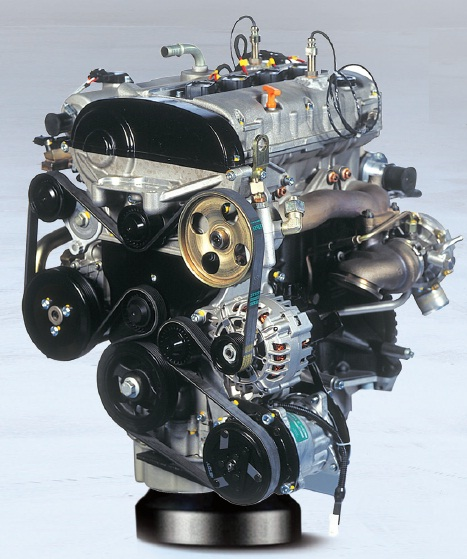
Façade du moteur EF7 polycarburant

Polycarburant est un terme qui s'applique à tout type de moteur, chaudière, ou chauffage ou tout autre dispositif combustion qui est conçu pour brûler plusieurs types de combustibles dans son fonctionnement. Une application courante de la polycarburation est le  milieu militaire, où le gazole ou le gaz normalement utilisé ne pourrait pas être disponible pendant les opérations de combat pour les véhicules. Cependant, le besoin croissant de créer des sources de combustible autre que le pétrole pour les transports, le chauffage et autres usages a conduit à un développement accru de la technologie polycarburant pour les non-militaires qui l'utilisent autant.

## Mécanique
Un moteur polycarburant est construit de sorte que son taux de compression permet une combustion de carburant avec un indice d'octane plus élevé des différents carburants alternatifs acceptés. Un renforcement du moteur est nécessaire afin de répondre à ces exigences plus élevées. Les moteurs ont parfois des commutateurs de réglages qui peuvent être réglés manuellement pour prendre des carburants avec des indices d'octanes, ou des types de carburant différents.

## Moteurs polycarburant militaire
Une utilisation courante de cette technologie touche le secteur des véhicules militaires, afin qu'ils puissent utiliser un large éventail de carburants tels que l'essence classique, le gazole ou le kérosène utilisé dans l'aviation. Ceci est considéré comme souhaitable, comme dans un cadre une action militaire ennemie ou l'isolation d'une unité pouvant limiter la fourniture de combustible disponible, et inversement des sources de combustible ennemies, ou de sources civiles, pourraient devenir disponibles à tout moment.
Actuellement, une large gamme de véhicules militaires russes emploient des moteurs polycarburant, tels que le tank T-72 (Diesel polycarburant) et le T-80 (turbine à gaz polycarburant).

## Usages civils

### Chauffage
Beaucoup d'autres types de moteurs et d'autres machines générant de la chaleur sont conçus pour brûler plus d'un type de carburant. Par exemple, certains appareils de chauffage et les chaudières conçus pour un usage domestique peuvent brûler du bois, des granulés de bois, et d'autres sources de carburant. Les poêles portatifs sont parfois conçues avec des fonctionnalités polycarburant, afin de brûler du carburant pouvant se trouver lors d'une sortie ou d'un déplacement,.

### Automobile
Ces moteurs offrent de la flexibilité et de la sécurité, mais sont plus chers que des moteurs standards à carburant unique.
Les tentatives pour trouver des solutions alternatives à l'automobile utilisant l'essence fossile a considérablement augmenté le nombre d'automobiles qui utilisent des moteurs polycarburant disponibles, ce type de véhicule sont généralement appelés véhicule polycarburant, véhicule flex-fuel ou véhicule à carburant modulable.
Les véhicules étant équipés d'une double carburation « Essence-GPL » ou « Essence-Ethanol (E85) » peuvent être considérés comme appartenant à cette catégorie.

## Problème des performances inférieures
Les moteurs polycarburant ne sont pas nécessairement de faible puissance, mais en pratique, certains moteurs ont eu des problèmes de puissance en raison des compromis de conception nécessaires pour brûler plusieurs types de carburant dans le même moteur. L'exemple le plus notoire d'un point de vue militaire est le moteur L60 utilisé par le char d'assaut anglais Chieftain, qui a abouti à de très faibles performances. En fait, le Mark I Chieftain (utilisé uniquement pour l'entrainement et des activités similaires) avait une puissance tellement faible que certains de ses exemplaires se sont montrés incapables de monter sur un transporteur de tank. Un problème tout aussi grave est que son passage d'un combustible à l'autre demande des heures de préparation.